# 邱家庄墓群
邱家庄墓群，位于山西省运城市闻喜县桐城镇邱家庄村，在上郭村与邱家庄之间的长方形台地鸣条岗的东端，县城以东2千米。自1973年开始考古发掘以来，发掘多座墓葬。2020年在邱家庄墓地发掘的1座晋国晚期大型墓葬M5001墓，出土文物共计1700余件，墓主为晋国高级贵族夫人。
2006年5月25日，邱家庄墓群公布为第六批全国重点文物保护单位，古遗址类，年代周至汉，编号6-22。